# Помошнянская городская община
Помошнянская городская община (укр. Помічнянська міська громада) — территориальная община в Новоукраинском районе Кировоградской области Украины.
Административный центр — город Помошная.
Население составляет 10460 человек. Площадь — 75,73 км².
Община создана 1 января 2018 года, путём объединения территорий Помошнянского городского совета Добровеличковского района и Помошнянского сельского совета Новоукраинского района.

## Населённые пункты
В состав общины входит 1 город и 3 села:
- Город Помошная
- Помошнянский старостинский округ:
  - Новопавловка
  - Помошная
  - Червоный Раздел